# Streptopalpia deera
Streptopalpia deera är en fjärilsart som beskrevs av Druce 1895. Streptopalpia deera ingår i släktet Streptopalpia och familjen mott. Inga underarter finns listade i Catalogue of Life.